# Les Acrobates
Pour les articles homonymes, voir Acrobate.
Les Acrobates est un groupe de rock français, originaire de Montpellier, dans l'Hérault.

## Biographie
Les Acrobates sont formés à Montpellier et composé de Cyril Douay et Laurent Montagne. le groupe définissait son style musical sous le terme de « AcoustiDynamicoRock ».
Le groupe sort son premier album, Bicéphale, en mars 2001. En 2003, le groupe sort son deuxième album, La Belle histoire,. « Chanson des rues et des champs, la petite musique des Acrobates tient entre le boniment et la confession, le feu et le secret. », explique le journal Libération. « De la chanson française finement menée par cet incroyable duo de Montpellier... » pour albumrock.net. L'album reçoit le coup de cœur de l'Académie Charles-Cros.
Après 7 ans sur la route, plus de 300 concerts et les principaux festivals de chanson francophone (Les Francofolies de La Rochelle, Le Printemps de Bourges, Alors Chante à Montauban, Le Chaînon Manquant à Figeac...) le duo se sépare en février 2005. Laurent Montagne repart en solo sur les routes de France et de Navarre et continue à sortir des disques. Cyril Douay forme un groupe nommé The Chase, qui sort un album en 2011 paru chez PIAS) dont la moitié des textes en anglais est signé Thézame Barrême.